# (74016) 1998 FK136
(74016) 1998 FK136 – planetoida z pasa głównego asteroid okrążająca Słońce w ciągu 7,41 lat w średniej odległości 3,8 j.a. Odkryta 28 marca 1998 roku.